# Rebecca Martindale
Pour les articles homonymes, voir Martindale.
Rebecca Martindale  (née le 31 août 1987 à Kingston dans la province de l'Ontario au Canada) est une joueuse canadienne de hockey sur glace.

## Biographie
Martindale commence à jouer au hockey dès l'âge de 9 ans.
Elle joue pendant cinq ans (2005 à 2010) avec les Martlets de McGill où elle aide son équipe à gagner deux championnats de la SIC (2008 et 2009),. Dans ses 5 saisons avec les Martlets, elle marque 59 buts et 118 assistances en 194 matchs. Elle marque d'ailleurs deux buts dont le but gagnant lors du match de Championnat en 2010 et est récipiendaire du Trophée Muriel Roscoe.
2011-12 est sa première saison avec les Stars de Montréal dans la Ligue canadienne de hockey féminin.
Hors glace, elle travaille comme enseignante. Sa sœur Laura Martindale joue pour les Tigers de l'université de Princeton dans le Championnat NCAA de hockey sur glace féminin.